# Paul Belmondo
Paul Belmondo (n. 23 aprilie 1963, Boulogne-Billancourt, Hauts-de-Seine) a fost un pilot francez de Formula 1 care a evoluat în Campionatul Mondial în 1992 și 1994. Este fiul actorului Jean-Paul Belmondo.

## Cariera în Formula 1
| Sezon | Echipă              | Puncte      | Loc clasament general |
| ----- | ------------------- | ----------- | --------------------- |
| 1992  | March F1            | 0           | -                     |
| 1993  | Camel Benetton Ford | Pilot teste | -                     |
| 1994  | Pacific Grand Prix  | 0           | -                     |

1. ↑  Autoritatea BnF
2. ↑  Paul Belmondo, GeneaStar
3. ↑  Czech National Authority Database, accesat în 1 martie 2022